# Neuenbrook
Neuenbrook er en by og kommune i det nordlige Tyskland, beliggende i Amt Krempermarsch i den sydlige del af Kreis Steinburg. Kreis Steinburg ligger i sydvestlige del af delstaten Slesvig-Holsten.

## Geografi
Neuenbrook ligger syv kilometer syd for Itzehoe. Motorvejen A23 går gennem kommunen.